# Кирспе
Кирспе (нем. Kierspe) — город в Германии, в земле Северный Рейн-Вестфалия.
Подчинён административному округу Арнсберг. Входит в состав района Меркиш. Население составляет 17 270 человек (на 31 декабря 2010 года). Занимает площадь 71,62 км². Официальный код — 05 9 62 028.
| Год  | Население |
| ---- | --------- |
| 1995 | 17 440    |
| 2000 | 18 324    |
| 2005 | 18 265    |
| 2010 | 17 376    |

## Города-побратимы
- Монтиньи-ле-Бретоннё (Франция, с 1988)